# Abludomelita rylovae
Abludomelita rylovae är en kräftdjursart. Abludomelita rylovae ingår i släktet Abludomelita och familjen Melitidae. Inga underarter finns listade i Catalogue of Life.